# Apostolska nunciatura v Švici
Apostolska nunciatura v Švici je diplomatsko prestavništvo (veleposlaništvo) Svetega sedeža v Švici, ki ima sedež v Bernu.
Trenutni apostolski nuncij je Diego Causero.

## Seznam apostolskih nuncijev
- Ciriaco Rocci (29. maj 1628 - 18. maj 1630)
- Ranuccio Scotti (1630 - 1639)
- Federico Baldeschi Colonna (15. julij 1665 - marec 1668)
- Michelangelo dei Conti (1. julij 1695 - 24. marec 1698)
- Giulio Piazza (7. januar 1698 - 23. december 1702)
- Filippo Acciajuoli (22. januar 1744 - 28. januar 1754)
- Luigi Valenti Gonzaga (27. julij 1764 - 2. september 1773)
- Giovanni Battista Caprara Montecuccoli (6. september 1775 - 1785)
- Pietro Gravina (16. september 1794 - 1. marec 1803)
- Fabrizio Sceberras Testaferrata (20. september 1803 - 1815)
- Carlo Zen (29. april 1816 - 26. november 1817)
- Vincenzo Macchi (6. oktober 1818 - 22. november 1819)
- Ignazio Nasalli-Ratti (21. januar 1820 - 1827)
- Pietro Ostini (30. januar 1827 - 17. julij 1829)
- Filippo de Angelis (23. april 1830 - 13. november 1832)
- Tommaso Pasquale Gizzi (31. maj 1839 - 23. april 1841)
- Girolamo d’Andrea (30. julij 1841 - 30. avgust 1845)
- Luigi Maglione (1. september 1920 - 23. junij 1926)
- Pietro di Maria (3. junij 1926 - 1935)
- Filippo Bernardini (10. oktober 1935 - 15. januar 1953)
- Gustavo Testa (6. marec 1953 - 1959)
- Alfredo Pacini (4. februar 1960 - 1967)
- Ambrogio Marchioni (30. junij 1967 - 1984)
- Edoardo Rovida (26. januar 1985 - 15. marec 1993)
- Karl-Josef Rauber (16. marec 1993 - 25. april 1997)
- Oriano Quilici (8. julij 1997 - 2. november 1998)
- Pier Giacomo De Nicolò (21. januar 1999 - 8. september 2004)
- Francesco Canalini (8. september 2004 - april 2011)
- Diego Causero (28. maj 2011 - danes)